# Quercus salicifolia
Espèce
Synonymes
- Cerris salicifolia (Née) Raf.[1]
- Quercus acapulcensis Trel.[1]
- Quercus duratifolia C.H.Mull.[1]
- Quercus rubramenta Trel.[1]
- Quercus tahuasalana Trel.[1]

Statut de conservation UICN

 LC  : Préoccupation mineure
Quercus salicifolia est une espèce de chênes du sous-genre Quercus et de la section Lobatae. L'espèce est présente au moins au Mexique mais elle pourrait être présente au Guatemala, au Honduras et au Salvador.

## Liste des variétés
Selon Tropicos (11 janvier 2020) :
- variété Quercus salicifolia var. oajacana (Liebm.) Wenz.
- variété Quercus salicifolia var. seemannii (Liebm.) Wenz.
- variété Quercus salicifolia var. tlapuxahuensis (A. DC.) Wenz.

## Étymologie
Son épithète spécifique vient du latin salix, « saule », et folia, « feuille », en référence à la forme de ses feuilles.